# Naevius varius
Naevius varius är en spindelart som först beskrevs av Eugen von Keyserling 1879.  Naevius varius ingår i släktet Naevius och familjen mörkerspindlar.
Artens utbredningsområde är Peru. Inga underarter finns listade i Catalogue of Life.